# Tiếng Phrygia
Tiếng Phrygia là ngôn ngữ Ấn-Âu được sử dụng bởi người Phrygia của Anatolia (Thổ Nhĩ Kỳ hiện nay) trong thời đại cổ điển (kh. thế kỉ 8 TCN đến thế kỉ 5 CN).
Tính đồng nhất dân tộc-ngôn ngữ Phrygia gây tranh cãi. Các tác giả Hy Lạp cổ đại sử dụng "Phrygia" làm thuật ngữ chung để mô tả một quần thể văn hóa dân tộc rộng lớn tập trung chủ yếu ở các khu vực trung tâm của Anatolia còn hơn là một tên của một "bộ tộc" hoặc "người dân" đơn lẻ. Plato đã nhận ra rằng một số từ tiếng Phrygia giống như các từ của tiếng Hy Lạp.
Bởi vì bằng chứng rời rạc của tiếng Phrygia, vị trí chính xác của nó ở trong ngữ hệ Ấn-Âu là không chắc chắn. Tiếng Phrygia chia sẻ những đặc điểm quan trọng với tiếng Hy Lạp và tiếng Armenia. Bằng chứng của một sự chia cắt nhóm ngôn ngữ Thracia-Armenia từ tiếng Phrygia và các ngôn ngữ Balkan cổ khác tại một giai đoạn đầu, phân loại của tiếng Phrygia là một ngôn ngữ centum, và tần số cao của đường đồng ngữ ngữ âm, hình thái, và từ vựng chia sẻ với tiếng Hy Lạp, đã dẫn đến một sự đồng thuận hiện tại mà có mối quan hệ dến tiếng Hy Lạp là họ hàng gần nhất của tiếng Phrygia.

## Văn bản chạm khắc
Tài liệu chạm khắc tiếng Phrygia được chia ra thành hai ngữ liệu phụ riêng biệt: Phrygia cổ và Tân kỳ. Các bản chạm khắc chứng thực trong các giai đoạn được viết bằng bảng chữ cái và trên các vật liệu khác nhau, và có phân bố địa lý rãi rác.
Hơn 395 bản chạm khắc Phrygia cổ viết bằng chữ Phrygia giữa năm 800 và 330 TCN được chứng thực ở Anatolia. Hầu hết các bản chạm khắc Phrygia cổ xác định đều chứa trong Corpus des inscriptions paléo-phrygiennes (CIPPh) và các ký tự bổ sung, dù một vài bản chạm khắc trên tường không được đề cập. Những bản chạm khắc cổ nhất (từ giữa thể kỉ thứ 8 TCN)  được tìm thấy trên các vật thể bằng bạc, đồng, và thạch cao tuyết hoa ở các nấm mả (gò mộ) ở Gordion (Yassıhüyük, cái gọi là "gò Midas") và Bayındır (Đông Lycia).
117 bản chạm khắc tang lễ Phrygia Tân kỳ viết bằng chữ Hy Lạp (giữa thế kỉ 1 và 3 CN) được chứng thực, chủ yếu là những lời nguyền chống lại những kẻ phạm tội được thêm vào sau văn bia tiếng Hy Lạp. Tuy nhiên, những bản chạm khắc này chỉ giới hạn ở phía tây của Phrygia cổ đại, ở miền trung Anatolia. Hầu hết các bản chạm khắc đã bị thất lạc, cho nên chúng chỉ được xác định thông qua lời khai của những người biên soạn đầu tiên. bản chạm khắc Phrygia Tân kỳ đã được chia ra từng loại bởi William M. Ramsay (kh. 1900) và Obrador-Cursach (2018).
Một số học giả xác định ngữ liệu phụ thứ ba (Phrygia trung đại), được đại diện từ văn bản chạm khắc trong Dokimeion (văn bia gồm sáu câu lục ngôn viết tám dòng, có niên đại vào cuối thế kỉ 4 TCN, sau cuộc chinh phạt Macedonia). Văn bản này được chạm khắc bằng chữ Hy Lạp, cụm từ thỉnh thoảng có âm vang của một bản chạm khắc Phrygia cổ từ Bithynia, nhưng các đặc điểm ngữ âm và đánh vần được dự định là tìm thấy trong ngữ liệu Phrygia cổ. Bảng chữ cái cũng như giai đoạn ngôn ngữ của chúng trong ba bản chạm khắc tường từ Gordion từ thế kỉ 4 đến thế kỉ 2 TCN không rõ ràng, nhưng cũng có thể được coi là ngữ liệu Phrygia trung đại.
| Đặc điểm         | Phrygia cổ                           | Phrygia Tân kỳ                    |
| ---------------- | ------------------------------------ | --------------------------------- |
| Số bản chạm khắc | 395                                  | 117                               |
| Thời gian        | kh. 800–330 TCN                      | Cuối tk. 1-3 CN                   |
| Chữ viết         | chữ Phrygia                          | chữ Hy Lạp                        |
| Bộ chia từ       | đôi khi (dấu cách hoặc dấu hai chấm) | không bao giờ (chữ viết liên tục) |
| Vật liệu viết    | Đa dạng                              | Đá                                |
| Nội dung         | Đa dạng                              | Tang lễ                           |
| Khu vực          | Anatolia (và ngoài vùng)             | Chỉ miền trung Anatolia           |
| Bối cảnh khảo cổ | Có                                   | Không bao giờ                     |
| Bảo tồn          | Có                                   | Không                             |

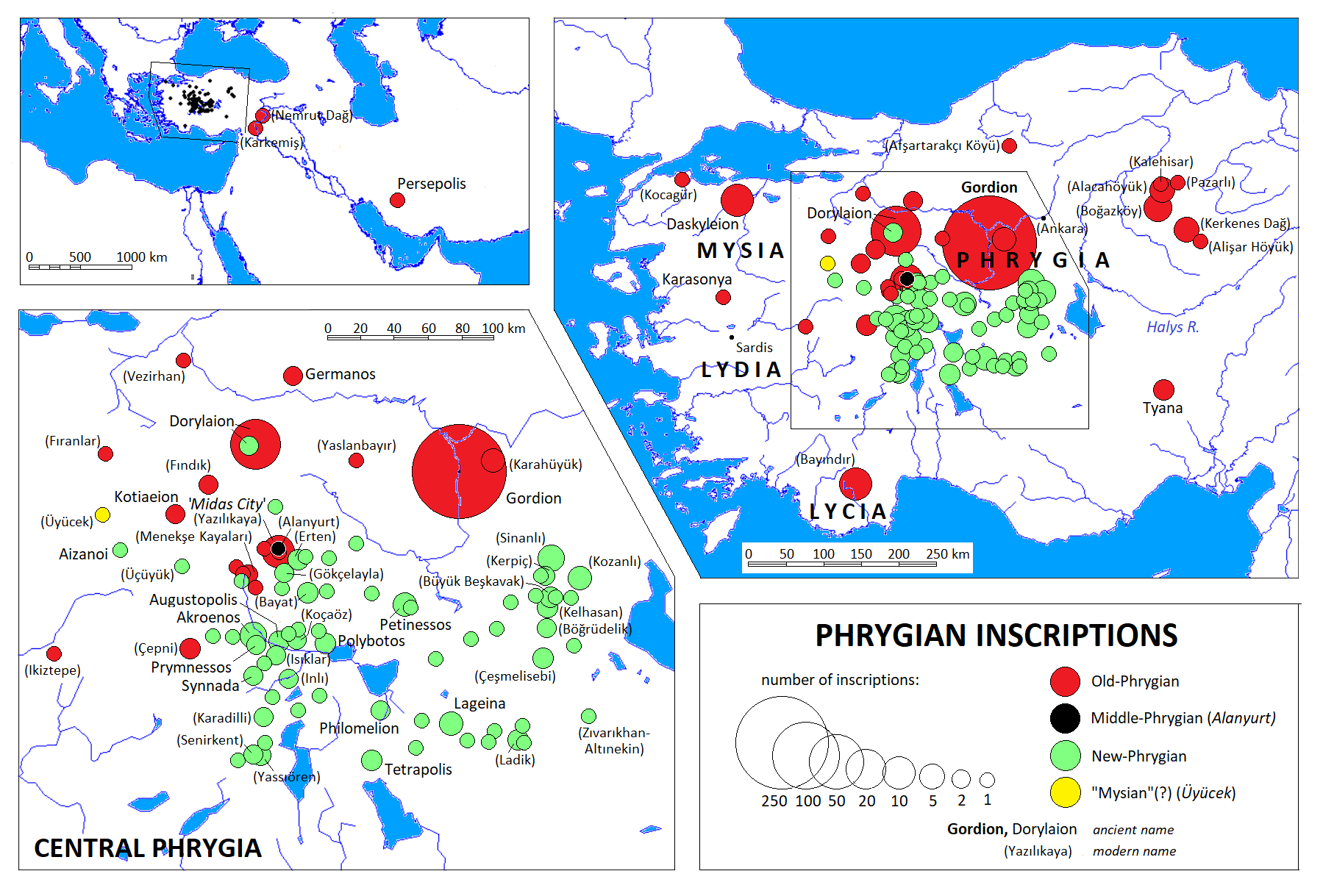
Bản đồ cho thấy các bản khắc tiếng Phrygia được tìm thấy.
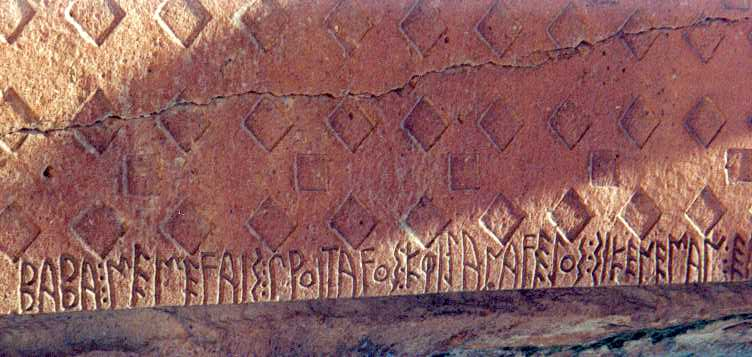
Chữ khắc thế kỉ 6 TCN với chữ Phrygia từ mộ Midas, thành phố Midas: ΒΑΒΑ: ΜΕΜΕϜΑΙΣ: ΠΡΟΙΤΑϜΟΣ: ΚΦΙJΑΝΑϜΕJΟΣ: ΣΙΚΕΝΕΜΑΝ: ΕΔΑΕΣ (Baba, cố vấn, lãnh đạo từ Tyana, dành riêng cho thị trường ngách này).

Những đề cập cuối cùng về ngôn ngữ này có từ thế kỉ 5 CN và nó có khả năng bị tuyệt chủng vào thế kỉ 7 CN.

## Bảng chữ cái
Từ kh. 800 cho đến 300 TCN, người Phrygia đã sử dụng chữ Phrygia cổ của mười chín chữ cái bắt nguồn từ chữ Phoenicia. Chữ viết này thường viết từ trái sang phải. Các ký tự của chữ viết này là:
| ký tự          |           | B   | Γ   | Δ   | E         | F   | I         | K      |     |     |     | O         |     | P   |     | T   |           |     |           |
| cách viết khác |           | 8   |     | Λ   |           |     |           | , , 𐊜, |     |     |     |           |     |     | ,   |     |           | X   | Φ, ,      |
| chuyển tự      | a         | b   | g   | d   | e         | v   | i         | k      | l   | m   | n   | o         | p   | r   | s   | t   | u         | y   |           |
| đơn âm         | /a/, /a:/ | /b/ | /g/ | /d/ | /e/, /e:/ | /w/ | /i/, /i:/ | /k/    | /l/ | /m/ | /n/ | /o/, /o:/ | /p/ | /r/ | /s/ | /t/ | /u/, /u:/ | /j/ | /z/ /zd/? |

Khoảng 15 phần trăm của các bản khắc được viết từ phải sang trái, như tiếng Phoenicia; trong những trường hợp đó, các ký tự được viết ngược lại: ...  v.v. thay vì BΓ. ... Vài chục bản khắc được viết theo hướng xen kẽ (chữ viết theo lối đường cày).
Từ kh. 300 TCN, chữ viết này được thay bằng chữ Hy Lạp. Một bản khắc duy nhất có từ kh. 300 TCN (đôi khi được gọi là "Phrygia trung đại"), tất cả văn bản khác đều muộn hơn nhiều, từ các thế kỉ 1 cho đến 3 CN (Phrygia mới). Những chữ cái Hy Lạp Θ, Ξ, Φ, Χ, và Ψ hiếm khi được sử dụng—chủ yếu cho tên Hy Lạp và từ mượn (Κλευμαχοι, tới Kleomakhos; θαλαμει, buồng tang lễ).

## Các dòng đồng ngữ
So sánh với tiếng Hy Lạp, tiếng Armenia, tiếng Albania và các ngôn ngữ Ấn-Iran:
| Đặc điểm tiếng Phrygia | Hy Lạp | Armenia | Albania | Ấn-Iran |
| ---------------------- | ------ | ------- | ------- | ------- |
| Phương pháp centum     | +      | -       | -       | -       |
| *CRh₃C > *CRōC         | +      | -       | -       | -       |
| Mất âm /s/             | +      | +       | +       | -       |
| Nguyên âm giả          | +      | +       | +       | -       |
| *-ih₂ > -iya           | +      | -       | +       | -       |
| *ki̯- > s-              | +      | -       | -       | -       |
| *-m > -n               | +      | +       | ?       | -       |
| *M > T                 | -      | +       | -       | -       |

| Đặc điểm tiếng Phrygia | Hy Lạp | Armenia | Albania | Ấn-Iran |
| ---------------------- | ------ | ------- | ------- | ------- |
| ai điều kiện           | +      | -       | -       | -       |
| e-tăng to              | +      | +       | +       | +       |
| e-chỉ định             | +      | -       | -       | -       |
| *-eh₂-s gđ.            | +      | -       | -       | -       |
| t-mở rộng              | +      | -       | -       | -       |
| động từ trong -e-yo-   | +      | -       | -       | -       |
| động từ trong -o-yo-   | +      | -       | -       | -       |
| *-dhn̥                  | +      | -       | -       | -       |
| *dhh₁s-ó-              | +      | -       | -       | -       |
| *-eu̯-/*-ēu̯-            | +      | -       | -       | -       |
| *gu̯her-mo-             | +      | +       | +       | -       |
| *gu̯neh₂-ik-            | +      | +       | -       | -       |
| *h₂eu̯-to-              | +      | -       | +       | -       |
| *h₃nh₃-mn-             | +      | +       | -       | -       |
| *méǵh₂-s               | +      | -       | -       | -       |
| *meh₁                  | +      | +       | +       | +       |
| *-mh₁no-               | +      | -       | -       | +       |
| ni(y)/νι               | +      | -       | -       | -       |
| *-(t)or                | -      | ?       | -       | -       |
| -toy/-τοι              | +      | -       | -       | +       |

1. ↑  Highlighted text indicates that borrowing cannot be totally ruled out.

| Đặc điểm tiếng Phrygia | Hy Lạp | Armenia | Albania | Ân-Iran |
| ---------------------- | ------ | ------- | ------- | ------- |
| *bhoh₂-t-/*bheh₂-t-    | +      | -       | -       | -       |
| *(h₁)en-mén-           | +      | -       | -       | -       |
| *ǵhl̥h₃-ró-             | +      | -       | -       | -       |
| kako-                  | +      | -       | -       | -       |
| ken-                   | +      | +       | -       | -       |
| *koru̯-                 | +      | -       | -       | -       |
| *mōro-                 | +      | -       | -       | -       |
| *sleh₂gu̯-              | +      | -       | -       | -       |

1. ↑  Highlighted text indicates that borrowing cannot be totally ruled out.